# Syngamia tytiusalis
Syngamia tytiusalis là một loài bướm đêm trong họ Crambidae.